# HD 152478
HD 152478 è una stella bianco-azzurra nella sequenza principale di magnitudine 6,33 situata nella costellazione dell'Altare. Dista 751 anni luce dal sistema solare.

## Osservazione
Si tratta di una stella situata nell'emisfero celeste australe. La sua posizione è fortemente australe e ciò comporta che la stella sia osservabile prevalentemente dall'emisfero sud, dove si presenta circumpolare anche da gran parte delle regioni temperate; dall'emisfero nord la sua visibilità è invece limitata alle regioni temperate inferiori e alla fascia tropicale. Essendo di magnitudine pari a 6,3, non è osservabile ad occhio nudo; per poterla scorgere è sufficiente comunque anche un binocolo di piccole dimensioni, a patto di avere a disposizione un cielo buio.
Il periodo migliore per la sua osservazione nel cielo serale ricade nei mesi compresi fra maggio e settembre; nell'emisfero sud è visibile anche per gran parte della primavera, grazie alla declinazione boreale della stella, mentre nell'emisfero sud può essere osservata limitatamente durante i mesi estivi boreali.

## Caratteristiche fisiche
La stella è una bianco-azzurra di sequenza principale che ruota molto velocemente su se stessa, a quasi 300 km/s, tipico delle stelle Be, categoria alla quale appartiene. Queste stelle sono solitamente variabili Gamma Cassiopeiae, la cui variabilità è causata da un disco circumstellare di materia espulsa che occulta temporaneamente e parzialmente la stella. Tuttavia alcune di esse, come HD 152478, nonostante mostrino una piccola variabilità, sono classificate semplicemente BE, poiché la parziale regolarità del periodo di variabilità non è compatibile con un evento casuale di espulsione di massa, come invece avviene per le Gamma Cassiopeiae.
Possiede una magnitudine assoluta di -0,48 e la sua velocità radiale positiva indica che la stella si sta allontanando dal sistema solare.